# Jolanda Horsten
Jolanda Horsten (Tilburg, 20 januari 1967) is een Nederlands kinderboekenschrijfster.

## Levensloop
Horsten werd geboren in Tilburg. Ze volgde een opleiding Communicatie aan de heao en ging daarna na de KUB in Tilburg waar zij taal- en literatuurwetenschap studeerde.
Horsten was aanvankelijk werkzaam als eindredacteur voor de NOS-Teletekst. en later bij Endemol. Zo werkte ze als redacteur voor de tv-series Koffietijd, De 5 Uur Show, Koken met Sterren en later als scriptschrijver voor de televisieprogramma’s Ook dat nog! en De Sprookjesboom. In 2000 ging ze werken als communicatie-adviseur bij het adviesbureau "&Samhoud" in Utrecht. Hier schreef zij freelance teksten voor Ook dat nog! en de Efteling. In 2004 richtte zij in Tilburg haar eigen tekst- en communicatiebureau "T’overtekst & Zo" op.

## Carrière
Horsten ging zich in 1999 toeleggen tot kinderboekenschrijfster. In datzelfde jaar debuteerde zij haar boek Letje Latje. Kort daarna verscheen haar eerste jeugdroman Blom, dat werd genomineerd voor de Prijs van de Jonge Jury. Ook was zij hoofdredacteur van het tijdschrift Inkie en schrijft ze voor magazines en nieuwsbrieven. Voor de tv-serie De Sprookjesboom maakte zij scripts.